# Вількаси (Олецький повіт)
Вількаси (пол. Wilkasy, нім. Willkassen) — село в Польщі, у гміні Велички Олецького повіту Вармінсько-Мазурського воєводства.
Населення — 205 осіб (2011).
У 1975-1998 роках село належало до Сувальського воєводства.

## Демографія
Демографічна структура станом на 31 березня 2011 року:
|          | Загалом | Допрацездатний вік | Працездатний вік | Постпрацездатний вік |
| -------- | ------- | ------------------ | ---------------- | -------------------- |
| Чоловіки | 95      | 31                 | 57               | 7                    |
| Жінки    | 110     | 34                 | 61               | 15                   |
| Разом    | 205     | 65                 | 118              | 22                   |